# Alewijn Oostwoud Wijdenes
Alewijn Matthijs Oostwoud Wijdenes, (Winkel, 2 juni 1925 – aldaar, 28 januari 2015) was een Nederlands fotograaf die vooral bekend is geworden door zijn techniek waarbij hij de fotocamera als penseel hanteert. Door verschillende foto's over elkaar af te drukken, ontstaat een intrigerende combinatie van beelden.
Oostwoud Wijdenes begon op zijn 14e jaar met fotograferen. Een belangrijke doorbraak trad op met een publicatie in het Duitse blad 'Reflex'.
Daarnaast publiceerde hij onder andere in bladen uit Engeland, Italië, België en Spanje.
Een foto van Wijdenes is opgenomen in het boek Fotografen in Nederland.
In 2005 werden ter ere van zijn 80e verjaardag foto's geëxposeerd in Galerie Waterloo te Winkel (gemeente Hollands Kroon). Galerie Waterloo is een galerie die hij samen met de kunstenaar Jan Reus opzette als podium voor jonge kunstenaars.
Begin 2008 werd Oostwoud Wijdenes opgenomen in de Lexicon van de Geschiedenis van de Nederlandse Fotografie.
Enkele citaten van de door Ingeborg Leijerzapf geschreven biografie: 

Oostwoud Wijdenes is een fotokunstenaar, die sedert de jaren zestig in de luwte van de fotografische ontwikkelingen in ons land heeft gewerkt aan een opmerkelijk oeuvre in zijn poetische en geënsceneerde fotografie komt een surrealistische en soms absurdistische wereld tot leven.